# برايس تسابل
برايس تسابل (بالإنجليزية: Bryce Zabel)‏ (17 مايو 1954)؛ ناقد سينمائي، صحفي، ممثل، كاتب سيناريو وروائي أمريكي. درس في جامعة أوريغون.

## روابط خارجية
- برايس تسابل على موقع IMDb (الإنجليزية)
- برايس تسابل على موقع ميتاكريتيك (الإنجليزية)
- برايس تسابل على موقع روتن توميتوز (الإنجليزية)
- برايس تسابل على موقع قاعدة بيانات الفيلم (الإنجليزية)
- برايس تسابل على موقع كينوبويسك (الروسية)